# تونس هبدو
تونس هبدو (عربی: تونس هبدو) یک روزنامه هفتگی خبری است که به زبان فرانسوی روزهای دوشنبه منتشر می‌شود. اولین «هفته‌نامه تونسی» به شکل روزنامه چاپ می‌شود. در اوایل سال ۱۹۷۳ این روزنامه به صورت رنگی به چاپ رسید؛ در دهه سال ۸۰ این روزنامه ۷۰ کارگر و کارمند متخصص در چاپ و انتشار داشت.

## روزنامه‌نگاران
برخی از روزنامه‌نگاران که به‌طور منظم مقالات را در تونس هبدو امضا می‌کنند عبارتند از: محمد بن یوسف، چاهر چاکروون، جمال الدین بن عبدساماد، محمد حبیب لادیزیمی، مهر کریم، امید بن حمید، طاهر سلمی، والید بن یوسف، حاتم بوریل، فوزی چاکروان، آدل الخمر، عباس بن محجوب، لطفی لرگوت، بشرا بن یوسف، چارفدین مونسف، هیفا بن یوسف، بن ملل چدلی، ماهر چابهان، محمد زرنی و نیدال جلالی.

## صفحات
از سال ۲۰۰۱، این روزنامه یک صفحه به نام «وب‌دو» به فناوری‌های جدید و تأثیر اجتماعی و سیاسی آن، ملی و بین‌المللی اختصاص داده‌است.